# Радчицы
Радчицы (укр. Радчиці) — село на Украине, находится в Овручском районе Житомирской области.
Код КОАТУУ — 1824281905. Население по переписи 2001 года составляет 657 человек. Почтовый индекс — 11101. Телефонный код — 4148. Занимает площадь 1,497 км².

## Адрес местного совета
11115, Житомирская область, Овручский р-н, с. Гладковичи